# Șabelnea, Illinți
Șabelnea (în ucraineană Шабельня) este un sat în comuna Kalnîk din raionul Illinți, regiunea Vinnița, Ucraina.

## Demografie
Componența lingvistică a localității Șabelnea
     Ucraineană (97,68%)
     Rusă (1,8%)
     Alte limbi (0,26%)
Conform recensământului din 2001, majoritatea populației localității Șabelnea era vorbitoare de ucraineană (97,68%), existând în minoritate și vorbitori de rusă (1,8%).